# Milan Nedić
Milan Nedić (serbio cirílico: Милан Недић; 2 de septiembre de 1877 - 4 de febrero de 1946) fue un general y político serbio, jefe del Estado Mayor del ejército yugoslavo, ministro de Guerra del Gobierno del Reino de Yugoslavia y primer ministro del Gobierno de Salvación Nacional establecido por los nazis en Serbia durante la Segunda Guerra Mundial. Después de la guerra, fue encarcelado por las autoridades de la Yugoslavia comunista, período durante el cual se suicidó en 1946.

## Biografía

### Formación
Nedić nació en 1877 en Grocka, una pequeña población a 26 km al este de Belgrado, en el Principado de Serbia, en el seno de una familia burguesa. Finalizó sus estudios secundarios en Kragujevac y se incorporó a la Academia Militar serbia en la capital en 1895, de donde se licenció en 1903. Sus dos hermanos también siguieron la carrera militar y, como él, alcanzaron alto rango en el Ejército.
En 1908 ingresó en el Estado Mayor y sirvió en Francia entre 1910 y 1912. Fue ascendido al rango de mayor en 1910. Participó en las Guerras de los Balcanes, lo que le supuso varias condecoraciones y medallas por su valía, siendo ascendido a teniente coronel en 1913.
Durante la Primera Guerra Mundial, en 1915 fue ascendido a coronel, convirtiéndose en el más joven del Ejército serbio. Participó en la retirada del Ejército de Serbia y su Gobierno a través de Albania entre noviembre de 1915 y enero de 1916, tras la invasión de Serbia por los Imperios Centrales. Fue nombrado oficial de artillería por el rey Pedro I de Serbia en 1916. En septiembre de 1918, mandó la Brigada de Infantería que retornó al frente en Salónica, con el apoyo de británicos, griegos y franceses.

### Entreguerras
En 1919 se le ascendió al mando del 4.º Ejército acuartelado en Zagreb y más tarde pasó al Estado Mayor. Después de la guerra, siguió como comandante de varias brigadas, hasta su nombramiento como general de división en 1923; en 1927 se le destinó a mandar una división en Kosovo, mientras que al año siguiente pasó a mandar otra división en Liubliana. Entre 1929 y 1934 mandó un ejército en Skopie pero el asesinato del rey supuso un revés a su carrera y en 1935 recibió un puesto puramente ceremonial. Entre 1934 y 1935, estuvo al mando del Real Ejército de Yugoslavia.
En 1937 se enfrentó al que más adelante sería comandante del Ejército yugoslavo y ministro de Defensa, Draža Mihajlović, que desaprobaba su gestión como ministro del Ejército y la Marina. Desempeñó ese puesto también en el segundo gabinete de Milan Stojadinović (entre diciembre de 1938 y febrero de 1939) y en los de Dragiša Cvetković, que le sucedió al frente del Consejo de Ministros.

### Segunda Guerra Mundial

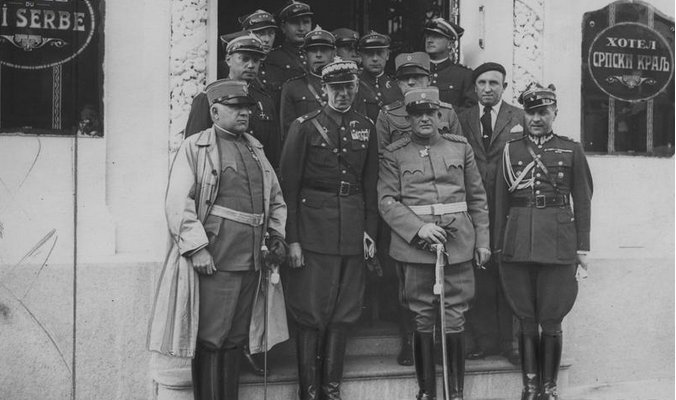
Nedić, segundo por la derecha, con pilotos polacos en 1934.

En 1939 fue nombrado ministro del Ejército y la Armada del Reino de Yugoslavia pero, debido a su desaprobación de una posible participación en la guerra contra el Eje en una reunión gubernamental tras el ataque italiano a Grecia, fue cesado de su cargo el 6 de noviembre de 1940 por el regente Príncipe Pablo. Nedić consideraba la política de neutralidad del regente equivocada y pensaba que Yugoslavia, sin ayuda efectiva de Grecia o de los británicos y rodeado de países hostiles y con un Ejército inadecuado, no podría enfrentarse al Eje y debía tratar de unirse a él cuanto antes para ganarse el favor de Hitler. Nedić pasó a estar vigilado por la policía.
A pesar de sus opiniones sobre la postura correcta para Yugoslavia, el nuevo primer ministro tras el Golpe de Estado del 27 de marzo de 1941, el general Dušan Simović, sacó del retiro a Nedić y le encomendó el mando del III Grupo de Ejércitos, encargado de la crucial defensa de Macedonia y del mantenimiento de las comunicaciones con Grecia y el puerto de Salónica. Nedić, como otros comandantes que se habían mostrado partidarios de la firma del Pacto Tripartito que había precipitado el golpe de Estado, favoreció la pronta conclusión de un armisticio con el Eje tras el ataque de este del 6 de abril de 1941.
Durante la campaña contra Yugoslavia italianos y alemanes permitieron la creación el 10 de abril de 1941 del nuevo Estado Independiente de Croacia, que incluía Croacia-Eslavonia, parte de Dalmacia y Bosnia-Hercegovina, confiando su gobierno a los fascistas de la Ustasha, liderados por Ante Pavelić, su líder en el exilio en Roma. Serbia, bajo ocupación militar alemana, había quedado reducida tras el reparto de Yugoslavia por los vencedores aproximadamente a sus fronteras de 1912, con 51 100 km cuadrados y una población aproximada de 3 810 000 personas. El banato yugoslavo, teóricamente parte de Serbia, quedó bajo administración de la minoría alemana (18,7 % de la población de la región).

### Gobierno de Salvación Nacional
Tras el estallido de la rebelión contra los ocupantes en el verano de 1941 y la incapacidad de la administración de la Junta de Comisarios de Milan Acimović para sofocarla, los alemanes decidieron formar un Gobierno títere con Nedić a la cabeza a finales de agosto de 1941. A finales de julio, se le había liberado del arresto domiciliario en el que se encontraba.
El comandante de la Wehrmacht Heinrich Danckelmann decidió encomendar a Nedić la administración de la Serbia ocupada, a fin de pacificar la resistencia. Nedić, que no había sido hecho prisionero a pesar de su mando durante la guerra, aceptó el puesto de primer ministro del llamado Gobierno de Salvación Nacional de Serbia, el 27 de agosto de 1941. Nedić impuso una serie de condiciones para aceptar el cargo que el representante alemán aceptó y que incluían la ampliación del territorio serbio a costa del croata en Bosnia, el aumento del poder de la nueva administración, la liberación de los prisioneros enfermos o ancianos o la formación de un pequeño Ejército serbio. El nuevo Gobierno se presentó dos días más tarde, el 29 de agosto. Los alemanes trataban con su nombramiento de que fuesen los propios serbios los que aplastasen la rebelión comunista que había estallado tras el ataque alemán a la URSS a finales de junio de 1941. Nedić había sido ministro de Defensa, se le conocía por su germanofilia y anticomunismo y se le consideraba una figura incorrupta y popular, esperándose que su prestigio y popularidad sirviese para lograr el apoyo de amplios sectores de la población contra la insurgencia comunista. Nedić estaba convencido de que Hitler había ganado la guerra, era el único adalid del anticomunismo y de que sólo la colaboración con él permitiría a Serbia sobrevivir en el nuevo orden europeo surgido de la contienda. Su territorio debía servir de refugio para la población serbia y zona libre de comunismo.
Al tiempo que aceptaba la presidencia del Gobierno títere bajo ocupación militar alemana logró un acuerdo con el dirigente de algunas unidades chetniks, Kosta Pecanác, que respaldaron su gobierno en la lucha contra la insurgencia. Estas, junto con los 10 000 gendarmes (15 000 en octubre) y nueve destacamentos de diverso tamaño no fueron capaces de aplastar la revuelta, a pesar de las esperanzas alemanas. Unidades regulares búlgaras pasaron también a ocupar gran parte de Serbia, para sustituir a unidades alemanas. A partir de 1942 la mayor parte del país quedó bajo ocupación militar búlgara, aunque el mando seguía en manos de los alemanes, para disgusto de Nedić. La ocupación búlgara fue impopular.
El 2 de septiembre, Nedić pronunció un discurso en Radio Belgrado en el que declaró la intención de su Gobierno de «salvar el núcleo del pueblo serbio». Opuesto al Estado yugoslavo, que consideraba un error histórico, abogaba por un renacimiento político y espiritual de Serbia, contaminada en su opinión por el individualismo, el racionalismo, el capitalismo, el liberalismo, el internacionalismo y el comunismo, que asociaba a la vida urbana. Idealizaba en consecuencia al campesinado, que trató de atraer. Nedić favoreció el retorno al campo, tanto por ideología como por necesidades bélicas: el aumento de la población del campo favorecía el aumento de producción agrícola y aliviaba la escasez alimentaria de las ciudades.
Permitió que el régimen ustashi de Pavelić continuara su campaña de exterminio contra los serbios, existiendo cifras que indican que más de 500.000 serbios fueron asesinados por los ustashi. Nedić criticó los ataques de la resistencia (Partisanos y Chetniks) contra las fuerzas de ocupación, culpándoles de las órdenes alemanas por las que 50 serbios serían asesinados por cada soldado alemán herido, y 100 por cada soldado muerto. Además del genocidio sufrido por los serbios, su política con las minorías y la oposición no fue amable. La propaganda de su Estado financiado por Alemania promovió el antisemitismo y el anticomunismo, y buscó que los serbios vieran a estos grupos como sus enemigos. Tras la matanza de Kragujevac de finales de octubre de 1941 en la que fueron ejecutados alrededor de 2300 personas Nedić solicitó y logró el fin temporal de las ejecuciones arbitrarias como represalia de las acciones de la insurgencia.
El 3 de septiembre de 1941 se reunió con representantes de Mihailović para ofrecerles su respaldo si se unían a la lucha contra los partisanos y trasladaban sus fuerzas al NDH para proteger a la población serbia de los desmanes ustachas, sin éxito.
No obstante, el Gobierno bajo su mando aceptó a muchos refugiados que huían de los nazis, en su mayoría de origen serbio, pero también eslovenos y de otras nacionalidades. Por lo demás, el Estado de Nedić fue un desastre para el pueblo serbio. La ocupación alemana no demostró ningún respeto por su autoridad durante la guerra, y su pueblo fue objeto de crueles masacres.
La autoridad de Nedić sobre los asuntos de Serbia fue reduciéndose paulatinamente hasta cesar prácticamente a finales de 1943, aunque continuó al frente del Gobierno hasta octubre de 1944. Sus frecuentes desacuerdos con las autoridades de ocupación, sus amenazas de dimisión para tratar de influir sobre estas y los numerosos cambios en su gabinete caracterizaron su periodo al frente del Gobierno colaboracionista. Nedić no tuvo poder efectivo y no contaba con la confianza de los alemanes.
Además de las desavenencias en el Gobierno, Nedić hubo de enfrentarse a la oposición abierta de los partisanos  e intermitentemente de los chetniks. Estos últimos lograron infiltrarse en la administración y en las fuerzas de seguridad de Nedić. Relativamente popular en sus comienzos gracias a la percepción de que su Gobierno reducía las víctimas serbias de la ocupación, su respaldo fue mermando con el paso del tiempo y la percepción creciente de la próxima derrota de Alemania.
Su gobierno contó con diversas fuerzas armadas bajo su control, nunca muy numerosas. Formó, con permiso de las autoridades militares alemanas, la Guardia Estatal Serbia, con un máximo permitido de 17.000 hombres. Con tareas de gendarmería rural, policía urbana y guardafronteras, la Guardia pronto sufrió la infiltración chetnik y se convirtió en una fuerza de escaso valor y fiabilidad. También pudo contar hasta finales de 1942 con el Cuerpo de Voluntarios Serbios, con unos 3.700 hombres a finales de 1942 cuando pasó a depender directamente del mando alemán. Una tercera fuerza del Gobierno de Nedić fue el Cuerpo Protector Ruso, formado por exiliados rusos, con unos 11.197 efectivos en septiembre de 1944. A estas unidades se sumaron desde agosto las bandas fieles a Pećanac y en el otoño de 1941, muchas de las unidades chetniks de Draža Mihajlović, que trataron así de evitar los ataques de los alemanes.
A comienzos de 1944 se mostró contrario a los acuerdos de colaboración entre las fuerzas alemanas y ciertas unidades chetniks para luchar contra los partisanos. A mediados de agosto, sin embargo, se reunió clandestinamente con Mihailović y alcanzó un acuerdo con él para abastecer a sus fuerzas, proveerlas de servicios médicos y coordinar las operaciones de las fuerzas gubernamentales y las chetniks contra los partisanos.

### Captura y muerte
El 4 de octubre de 1944, con el Ejército Rojo y los partisanos a las puertas de Belgrado, el Gobierno de Salvación Nacional fue disuelto, y el 6 de octubre Nedić huyó de Belgrado a Kitzbühel, vía Viena, en la Austria ocupada, donde recibió protección. Tras la derrota del Eje, las fuerzas británicas lo capturaron el 6 de junio de 1945, y tras una serie de interrogatorios, se lo entregaron al nuevo Gobierno comunista yugoslavo a comienzos de enero de 1946. Nedić únicamente había sido cedido como testigo y debía ser devuelto a los estadounidenses para ser juzgado por un tribunal aliado, pero el Gobierno de Tito decidió juzgarlo en Yugoslavia.
Fue encarcelado en Belgrado bajo el cargo de traición. El 5 de febrero, los periódicos informaron de que Milan Nedić se había suicidado saltando por una ventana del tercer piso de la prisión, en un descuido de sus guardianes. Se desconoce si realmente fue un suicidio o si fue empujado.
Parte de la emigración serbia de posguerra comenzó a presentarlo como un mártir sacrificado por la nación serbia a finales de 1950, interpretación que más tarde asumió la ultraderecha serbia a finales de la década de 1980. Sus defensores realzaban la acogida de refugiados serbios y eslovenos en Serbia durante su Gobierno y le exoneraban de lo ocurrido en el territorio entre 1941 y 1944.
A comienzos de la década del 2000, el revisionismo histórico posterior a la caída de Slobodan Milošević favoreció una cierta rehabilitación de la figura de Nedić en los libros de texto serbios. En 2008 se presentó una petición de rehabilitación ante el juzgado de la capital serbia. Figura controvertida, sus partidarios le comparan con el mariscal francés Philippe Pétain mientras que sus mayores detractores lo hacen con el caudillo croata Ante Pavelić.
En 2009, un antiguo oficial del ejército yugoslavo afirmó que él fue uno de los encargados de dar sepultura en secreto al cuerpo de Nedić, y que cuando él y otro compañero fueron a recogerlo al lugar donde les indicaron, se encontraba cubierto con una manta y presentaba signos de llevar varias horas muerto, con lo que las conjeturas sobre su suicidio volvieron a renacer.
| Predecesor: Dušan Simović (Primer ministro del Reino de Yugoslavia) | Primer ministro del Gobierno de Salvación Nacional de Serbia 1941 - 1944 En oposición al Gobierno yugoslavo en el exilio y al Consejo Antifascista de Liberación Nacional de Yugoslavia | Sucesor: Ivan Šubašić (Gobierno yugoslavo en el exilio) Josip Broz Tito (Consejo Antifascista de Liberación Nacional de Yugoslavia) |